# Кольцевая дорога (Киев)
Кольцевая дорога — улица (автомобильная трасса) в Киеве. На сегодняшний день является частью Большой окружной автомобильной дороги. Как и вся Большая окружная дорога, огибает город с западной стороны. Проходит через Святошинский, Соломенский, Голосеевский районы. Пролегает от Берестейского проспекта на севере (ближайшие станция метро — «Житомирская» и «Академгородок») до Одесской площади на юго-западе города (ближайшая станция метро — «Теремки»).

## История
Улица возникла в первой половине XX века и носила название Окружная улица, в 1965—1977 — Большая окружная дорога. В 1977 к ней была присоединена Большая окружная улица, пролегавшая в Святошине и возникшая на рубеже XIX—XX столетий (до 1965 носила название 4-я Просека, пролегала от Проспекта Победы на юг, до конца застройки местности, в район нынешних улиц Михаила Котельникова и Фёдора Кричевского, последняя из которых называлась 3-я Просека).
Современное название улица носит с 1977 года. Однако название Большая окружная улица сохранилось как второе, неофициальное.